# Шрідат Рампал
Сер Шрідат Сурендранат Рампал (3 жовтня 1928 — 30 серпня 2024), також відомий як сер Сонні Рампал, — політик Гаяни, який був другим Генеральним секретарем Співдружності націй, обіймаючи цю посаду з 1975 до 1990 рік. Він також був міністром закордонних справ Гаяни з 1972 до 1975 рік і помічником генерального прокурора Федерації Вест-Індії з 1958 до 1962 рік.
Шрідат Рампал — член Міжнародної комісії Хартії Землі.

## Біографія
Рампал народився у Нью-Амстердамі, Британська Гвіана, в індо-гаянській родині. Після навчання у джорджтаунській школі Рампал вивчав право у Кінгс-коледжі Лондона, який закінчив зі ступенями бакалавр права та магістр права. У 1951 році йому надали право адвокатської практики у Грейс-Інн у Лондоні. У той період він працював з британським політиком і юристом Дінглом Футомп. Рампал протягом року продовжував вивчати право у Гарвардській школі права у США, отримавши грант Гуггенхайма у 1962 році.
Рампал розпочав свою юридичну кар'єру як обвинувач в офісі генерального прокурора у 1953 році, ставши генеральним соліситором, а потім помічником генерального прокурора федерації Вест-Індії, яка проіснувала недовго. Після періоду приватної практики на Ямайці він повернувся до Британської Гвіани у 1965 році, щоб стати генеральним прокурором. Через два роки він отримав призначення державним міністром у Міністерстві закордонних справ, згодом став міністром юстиції (з 1973) та міністром закордонних справ (з 1972). У 1975 році він залишив Гаяну, щоб стати генеральним секретарем Співдружності націй.
Він також обіймав посаду ректора Університету Ворика з 1989 до 2002 рік, Університету Вест-Індії з 1989 до 2003 рік і Університету Гаяни з 1990 до 1992 рік.
Під час перебування Рампала на посаді генерального секретаря Співдружності націй Велика Британія в особі Маргарет Тетчер виявилася в меншості щодо економічних санкцій проти апартеїду у Південній Африці.
Разом з Інгваром Карлссоном у 1995 році він був одним зі співголів Комісії з глобального управління, яка звітувала про питання міжнародного розвитку, міжнародної безпеки, глобалізації та глобального врядування.

## Вибіркова бібліографія
- Inseparable Humanity: An Anthology of Reflections (Hansib, 1988)
- Triumph for UNCLOS: The Guyana-Suriname Maritime Arbitration (Hansib, 2008)
- Caribbean Challenges: Ser Shridath Ramphal's Collected Counsel (Hansib, 2012)

## Відзнаки та нагороди
Сер Шрідат отримав Орден Святого Михайла і Святого Георгія у 1966 році на честь дня народження королеви (список датований 25 травня того ж року). Його було посвячено в лицарі під час новорічних відзнак 1970 року, і 3 лютого королева надала йому лицарське звання у Букінгемському палаці. У 1990 році він став кавалером Великого хреста Ордена Святого Михайла і Святого Георгія.
26 лютого 1982 року сера Шрідата нагородили Орденом Австралії. 6 лютого 1990 року Рампал став 19-м нагородженим Орденом Нової Зеландії, найвищою цивільною відзнакою Нової Зеландії. Під час першої нагороди у 1992 році він отримав Ордена Карибського товариства. У травні 2006 року Рампал став почесним членом Королівського товариства мистецтв. Він є віцепрезидентом Королівського товариства співдружності націй. Одна з будівель університету Ворика назвали на його честь.
У 2002 році Рампал отримав премію миру імені Індіри Ганді.

## Популярна культура
У четвертому сезоні серіалу Netflix «Корона» Рампала втілив Тоні Джаявардена.

## Додаткова література
- Richard Bourne, Shridath Ramphal: The Commonwealth and the World (Hansib, 2009)